# I-35
I-35 — підводний човен Імперського флоту Японії, який взяв участь у Другій світовій війні.

## Початок історії корабля
Корабель спорудили на верфі Mitsubishi Shipbuilding в Кобе. Човни типу B, підтипу B1 (він же клас I-15), до яких належав I-17, мали великі розміри (їх надводна водотоннажність перевищувала підводний показник океанських підводних човнів США) та могли нести розвідувальний літак або, після переобладнання, мінісубмарину для диверсійних операцій.
I-35 завершили у серпні 1942-го та включили до флотилії підводних човнів Куре, у складі якої він два з половиною місяці провадив навчання. При цьому 19 вересня був втрачений його літак Yokosuka E14Y1.

## Походи до Алеутських островів
15 листопада 1942-го човен включили до Північних сил 5-го Флоту. 28 листопада — 1 грудня він здійснив перехід до ВМБ Омінато на півночі острова Хонсю, а вже наступного дня вирушив до Киски (Алеутські острови), маючи на борту вантаж для гарнізону цього острова. 8 грудня човен прибув на Киску та розвантажився, після чого кілька діб патрулював південніше від острова Амукта. 14–20 грудня I-35 здійснив перехід до належного тоді японцям Парамушира (Курильські острови).
25 грудня 1942-го човен вийшов у другий рейс до Киски, розвантажився тут в останній день року, та узявся за патрулювання біля островів Адак та Атту. 17—18 січня 1943-го І-35 знову заходив на Киску, після чого продовжив патрулювання південніше від нього. 23 січня човен виявили з японського крейсера та есмінця, які прямували до Киски, та сприйняли за ворожий, що призвело до повернення зазначених надводних кораблів на базу. І-35 ще кілька тижнів перебував у районі Алеутських островів, зокрема, патрулюючи біля острова Амчитка, а в середині лютого виконував завдання з доставки офіцера з Киски на Атту.
У березні 1943-го І-35 побував у Йокосуці, звідки 27 березня вийшов до Парамуширу та далі до Киски (під час цього переходу його включили до складу 15-ї дивізії підводних човнів). 8 квітня І-35 розвантажився в пункті призначення, а 13 числа повернувся на Парамушир.
16—24 квітня човен здійснив круговий рейс із вантажем до острова Атту, при цьому розвантаження припало на 20 число місяця. А 27 квітня — 5 травня І-35 провів подібний рейс до Киски, яку відвідав 1 травня.
11 травня 1943-го американці почали операцію захоплення Атту. І-35 вийшов до цього острова та 15 березня дав торпедний залп по лінкору «Пенсильванія». Торпеди пройшли обабіч десантного транспорту «Дж. Франклін Белл» та за кормою лінкора, після чого американські есмінці розпочали контратаку та скинули більш ніж пів сотні глибинних бомб. І-35 зазнав значних пошкоджень, але 19 травня зміг повернутись на Парамушир, звідки 27 травня — 2 червня перейшов до Куре, після чого з 17 червня проходив ремонт у Кобе.

## Останній похід
У середині вересня 1943-го човен пройшов на острів Трук (Каролінські острови), де створили ще до війни потужну базу японського ВМФ. 11 жовтня І-35 вийшов на патрулювання до острова Вейк. 23 жовтня він разом з підводними човнами I-35, I-36, I-169 та I-175 дістав першочергове завдання діяти проти великого конвою, що рухався від Гаваїв, втім, жодному з них не вдалося досягнути успіхів.
19 листопада човен, який перебував за кількасот кілометрів на південний захід від Гаваїв, дістав наказ рухатись до островів Гілберта, де почало операцію американське угруповання з десятків великих бойових кораблів та двох сотень транспортних суден. 21 листопада з І-35 повідомили про виявлення ворожих сил південно-західніше атола Тарава, що стало останньою радіограмою човна.
23 листопада західніше Тарави есмінець «Мід» встановив сонарний контакт з підводним човном. Разом з есмінцем «Фрейзер» він провів кілька атак глибинними бомбами, що в підсумку примусило І-35 сплисти на поверхню. Тут американські кораблі обстріляли човен артилерією, а «Фрейзер» таранив його, пробивши корпус (але й зазнавши при цьому значних пошкоджень носової частини). І-35 затонув, при цьому на поверхні залишилось кілька японських моряків. Четверо з них відкрили вогонь по американських рятувальних човнах та були вбиті вогнем у відповідь, ще троє японців погодились здатись.
Разом з I-35 загинули 92 члени екіпажу.